# مرجان شیپوری
مرجان شیپوری (نام علمی: Rugosa) نام یک راسته از زیررده شش‌مرجانیان است.